# Mischocyttarus insolitus
Mischocyttarus insolitus är en getingart som beskrevs av Zikan 1949. Mischocyttarus insolitus ingår i släktet Mischocyttarus och familjen getingar. Inga underarter finns listade i Catalogue of Life.